# Bloomdale
Bloomdale és una població dels Estats Units a l'estat d'Ohio. Segons el cens del 2000 tenia 724 habitants.

## Demografia
Segons el cens del 2000, Bloomdale tenia 724 habitants, 256 habitatges, i 201 famílies. La densitat de població era de 417,2 habitants per km².
Dels 256 habitatges en un 41,4% hi vivien nens de menys de 18 anys, en un 64,1% hi vivien parelles casades, en un 11,3% dones solteres, i en un 21,1% no eren unitats familiars. En el 18% dels habitatges hi vivien persones soles el 9% de les quals corresponia a persones de 65 anys o més que vivien soles. El nombre mitjà de persones vivint en cada habitatge era de 2,83 i el nombre mitjà de persones que vivien en cada família era de 3,23.
Per edats la població es repartia de la següent manera: un 30,7% tenia menys de 18 anys, un 9,7% entre 18 i 24, un 33% entre 25 i 44, un 18,6% de 45 a 60 i un 8% 65 anys o més.
L'edat mediana era de 32 anys. Per cada 100 dones de 18 o més anys hi havia 96,9 homes.
La renda mediana per habitatge era de 41.053 $ i la renda mediana per família de 45.625 $. Els homes tenien una renda mediana de 32.411 $ mentre que les dones 24.792 $. La renda per capita de la població era de 16.342 $. Aproximadament el 2,5% de les famílies i el 3,7% de la població estaven per davall del llindar de pobresa.

## Poblacions més properes
El següent diagrama mostra les poblacions més properes.